# Polyglyphanodontia
Polyglyphanodontia, також відома як Borioteiioidea — вимерла клада ящірок з крейдового періоду, яка включає близько десятка родів. Полігліфанодонти були панівною групою ящірок у Північній Америці та Азії протягом пізньої крейди. Більшість полігліфанодонтів належать до пізньої крейди, хоча найстаріший, Kuwajimalla kagaensis, відомий з ранньої крейди формації Кувадзіма (Японія). Ранньокрейдовий південноамериканський таксон Tijubina та, можливо, також Olindalacerta, також можуть входити до Polyglyphanodontia або бути близькими до цієї групи, але якщо так, то вони будуть двома з трьох гондванського прикладів лавразійської клади. Хамопсіїди швидше за все, були всеїдними. Макроцефалозавр з пустелі Гобі був спеціалізованим травоїдним; він виріс приблизно до метра в довжину і мав багатозубчасті, листоподібні зуби, як у сучасних ігуан. Полігліфанодон з маастрихтського населення Юти був ще одним травоїдним, але його зуби утворювали серію поперечних лопатей, подібно як у трилофозавра. У Пенетея були зуби схожі на зуби ссавців. Полігліфанодонтиди вперше з’явилися в останній частині ранньої крейди в Північній Америці і вимерли під час крейдово-палеогенового вимирання. Полігліфанодонти дуже нагадували теїдних ящірок, а передбачувані ящірки-теїди пізньої крейди, схоже, були полігліфанодонтами. Єдиний вид, який, як відомо, пережив крейдяний період, був Chamops, який дожив до самого раннього іпрського періоду (ранній еоцен).